# Belek Gazi
Belek Gazi (turško Nuruddevle Belek ali Balak) je bil turški beg na začetku 12. stoletja, * ni znano, †  6. maj 1124, Tir, Libanon.

## Mladost
Belekov oče Behram in stari oče Artuk sta bila v 11. stoletju pomembni osebnosti Seldžuškega cesarstva. On sam je bil nekaj časa guverner Suruça, zdaj okrajnega središča v turški provinci Şanlıurfa.  Med prvo križarsko vojno so Suruç leta 1098 osvojili križarji. Belek se je udeležil seldžuškega pohoda na Antakyo, ki so jo malo pred tem zasedli križarji. Pohod se je končal s porazom.

## Bejlik v Harputu
Leta 1112 je Belek osvojil Harput v bližini sedanjega Elâzığa v Turčiji in ustanovil svoj bejlik. Naslednje leto se je poročil z Ajšo Hatun, vdovo anatolskega seldžuškega sultana Kiliç Arslana I. S prestižno poroko je navezal tesne družinske vezi z vladarsko rodbino.
Leta 1120 je skupaj z Danišmendi porazil koalicijo Mengučekov in Konstantina Gabra iz Bizantinskega cesarstva. Dve leti kasneje je po smrti Ilgazija postal vodja Artukidov.  Leta 1122 je porazil vojsko edeške grofije in ujel grofa Joscelina I. Naslednje leto je ujel tudi kralja Balduina II. Jeruzalemskega in zaslovel tako med muslimani kot v Evropi.

## Smrt in posledice
Leta 1124 je bil pozvan, da brani Tir, edino muslimansko pristanišče na Sredozemlju, pred napadi križarjev. V bojih za mesto je bil 6. maja 1124 ubit. Kmalu po njegovi smrti so Harput zasedli Artukidi in za vedno ukinili njegov bejlik.

## Vira
- Yücel, Yaşar; Sevim, Ali (1990). Türkiye Tarihi Cilt I. Ankara: AKDTYK Yayınları.
- Gurur. Belek Gazi hayatı. Bilgi Dünyası. Pridobljeno 2015.